# Eugenia de Chikoff
Eugenia de Chikoff  (Buenos Aires, Argentina, 29 de agosto de 1919 - Idem, 5 de enero de 2014), conocida popularmente como la Condesa de Chikoff, fue una maestra de protocolo, cultura social y buenos modales y figura mediática argentina, hija del célebre conde Chikoff. Se hizo conocida a través de sus apariciones en radio y televisión con columnas de consejos sobre Protocolo y Ceremonial.

## Educación
Nació en Buenos Aires, hija de María Adela Baechtel y de Juan Eugenio de Chikoff. Fue educada desde la edad de 3 años y medio en Alsacia, Francia, donde se crio con un dialecto germánico de esta zona limítrofe. Estudió en Francia, Inglaterra, Alemania. En Inglaterra estudió filosofía. 
Hablaba varios idiomas y también fue dueña de una escuela de artes marciales ubicada en el barrio porteño de Recoleta, ya que en China había aprendido karate, judo  y esgrima.
A los 21 años decidió regresar a la Argentina al enterarse de que sus padres estaban separados de hecho (circunstancia que ambos le habían ocultado diciendo que el padre estaba trabajando en Buenos Aires), para reunirse con su padre, mientras que su hermano Jorge se quedó en Francia con su madre.
Comenzó a dar clases de artes marciales, para luego, a pedido de su padre, pasar a enseñar buenos modales, disciplina que no había estudiado sino que había aprendido de sus familiares.

## Origen nobiliario
A pesar de que la Constitución Argentina prohíbe los títulos nobiliarios, parte de la fama de Eugenia de Chikoff se debe a ser hija de Juan Eugenio de Chikoff, conde de Chikoff, ruso de origen y argentino por adopción.

### Controversia nobiliaria
Si bien desde los años posteriores a 1810, en la República Argentina, prohíbe los títulos nobiliarios o de sangre, del mismo modo que toda consideración por razón de cuna hacia una persona, en los medios de comunicación, inclusive bien adentrado el siglo XXI, fuese por insistencia, fuese para darle más lustre al entrevistador o al programa en cuestión, se la ha solido referir como "La Señora Condesa de Chikoff", inexactitud que la propia aludida se ha ocupado de desmentir cuando su concurrencia, en calidad de invitada, al ciclo televisivo Tiene la palabra, emitido por Todo Noticias. Según su razonamiento, sólo podría gozar de la dignidad de Condesa Consorte quien hubiese estado casada con su padre -quien sí fue efectivamente Conde de Chikoff en la Rusia zarista- o con el eventual hermano o sobrino sucesor de esta dama condal, ya que, al contrario de lo que acaece en España, en Rusia, en Alemania e incluso en Gran Bretaña para ciertas dignidades -lo cual ocurre con al menos ciertos títulos, tales como el Ducado de York, el de Cambridge, o el de Kent actualmente- sólo pueden materializar el relevo en la titularidad los hijos varones así como descendientes agnaticios de estos últimos, por lo cual, de aceptarlo legalmente alguna Monarquía vigente a día de hoy -pudiendo ser, Luxemburgo o Bélgica-, tampoco un hipotético descendiente de Eugenia podría haber reclamado los derechos condales, de mantenerse las originarias disposiciones sucesorias. Aun así, Eugenia ha asegurado, al menos una vez, en público, que, aunque sea sólo en Italia, se admite el tratamiento de "Condesina" para cada una de las hijas de un conde.

## Vida privada
Respecto de su vida sentimental, Eugenia de Chikoff afirma que tuvo la posibilidad de casarse dos veces pero que prefirió no hacerlo. Según ella misma cuenta, rompió con uno de sus comprometidos luego de que su padre le hiciera observar que tenía feas manos.

“Yo estaba enamorada. Era un hombre de una gran cultura y muy buena persona. Con él no me voy a aburrir nunca, pensé. Hasta que mi padre me marcó algo que yo no había advertido: las manos. Tenía las manos y las uñas de un ser vulgar, como de estrangulador. Ahí fue que se quebró mi admiración. Y mi fuerte complejo de Electra pudo más”.

No obstante, en enero de 2012, ella misma desmintió dicha publicación -a pesar de todo, siempre citada en televisión en prácticamente cada una de sus posteriores apariciones -asegurando que, en realidad, el egoísmo de su progenitor la apartaba de ser pretendida con serias probabilidades de acabar desposada. Lo cierto fue que, la regla primordial de supervivencia, era saber cocinar, y por ello recibió clases en Le Cordon Bleu. Incluso llegó a enseñarle a preparar exóticos menús a una empleada salteña que trabajaba en casa para ellos. De allí que el Conde de Chikoff no quisiera perder a esta gastrónoma personal -su hija- para así continuar agasajando a sus amistades. Esto la llevaría a recurrir a expresiones tales como "al igual que una vulgar cocinera", en realidad queriendo decir que había que permitirse el privilegio de, aparte de conocer los rudimentos de supervivencia, hacerse a las normas de conducta.
Creyó dos veces haberse enamorado, pero en realidad, décadas más tarde, reconoció haberlos admirado, más precisamente la primera vez y, más polémicamente, la segunda, cuando quedó extasiada ante la figura de un sacerdote jesuita, por haber obtenido tres doctorados y hablar catorce idiomas -más de los que ella había estudiado-. Sucedió dado que, en un hombre, lo que más valoraría ella sería siempre no su fisonomía sino su intelecto, su mente. Ya en sus años postreros, se dedicaría, por igual, a aprovechar para no esconder su antipatía por Máxima Zorreguieta, a la cual tachaba por haber adoptado Países Bajos como su patria, desmereciéndola cada vez que podía, a reconocer que la figura paterna le generaría un Complejo de Electra que le impidió hallar el amor en otro hombre, haberse sentido siempre insatisfecha sexualmente.
Habiendo nacido en territorio argentino, se fue a instruir a Francia, conviviendo con su madre. Sin embargo, padre y madre simularon vivir en continentes diferentes por razón de trabajo y negocios, y recién en 1940, al cumplir veintiún años, le fue revelada la verdad: sus padres llevaban años divorciados y le era preciso escoger entre uno de los dos, al mismo tiempo que también era informado su hermano. Eligió a su padre y luego comenzó una serie de viajes y aventuras. En una oportunidad, llegó a pasar más de una semana, siendo veinteañera, entre iglúes, en medio del intenso frío del Ártico, en Alaska, sosteniéndose a partir de infusiones de yerba mate y latas de pescado que almacenaba dentro de su equipaje. Según ella, el protocolo y las buenas costumbres eran la regla fundamental de la convivencia de las distintas gentes y culturas.
Al igual que Lydia Lamaison, adoptó el naturismo como opción de vida, motivo por el cual rehuía toda cirugía, el consumo diario de carnes rojas y toda ingesta de medicación, salvo la aspirina diaria que, por recomendación condal, comenzaría a tomar a partir de los cuarenta años, "para mantener fluida la sangre". Y como Mirtha Legrand, sería de las escasas figuras públicas de su país en admitir un nacionalismo argentino que la llevaría a poner, por encima de todo, el amor a la patria. De los años 1990 en adelante, formaría, con carácter transitorio y frecuencia irregular pero sostenida en el tiempo, una dupla televisiva con Chiche Gelblung, capaz de sostener diálogos que movían a la risa.

## Carrera en televisión
Chikoff tuvo su gran apogeo en la pantalla chica durante la década de 1990. Incursionó como invitada especial en decenas de programas de espectáculos donde expuso sus conocimientos sobre el protocolo, el ceremonial y la elegancia. Formó parte del equipo de Memoria en 1999 conducido por Chiche Gelblung. Además hizo una publicidad de los Giacomo Capellettini. Su última aparición pública fue en el 2013 en un especial de Crónica TV conducido por Anabela Ascar.
También atestiguó una íntima relación entre su condal padre y Juan Domingo Perón, quien lo recompensaría a aquel en 1952 con la obtención de un espacio televisivo, con el propósito de educar a las masas, en retribución por haber asesorado en asuntos de ceremonial, la década anterior, a la segunda esposa del teniente coronel, Eva Duarte. Entonces, padre e hija, quienes residían en Juncal y Suipacha, montaron una farsa ante cámaras, pretendiendo ella tratarse de una muchacha del pueblo llano, llamada Isabel, y a quien el presentador intentaba inculcar buenos modales. Pero al final, traicionada por su gula, puesto que la compota de orejones o de ciruelas negras era su favorita, la falsa Isabel hizo gala, inconscientemente, de su buena educación y por ello el proyecto de televisión fracasó. De igual modo, recalcaba siempre que aquella relación parental su padre la guardaba en la estricta confidencialidad, manteniéndola separada de su vida familiar, y a causa de ello, la joven Eugenia nunca conoció a la primera dama.

## Libros
Tiene dos libros editados: "Cultura social, buenos modales y cortesía" y "Corazón de mujer".

## Fallecimiento
A comienzos del 2013 sufrió un cuadro agudo de pulmonía y un edema pulmonar que puso en riesgo su vida. Falleció el 5 de enero de 2014. Sus restos fueron trasladados el día 6 de enero al cementerio de Parque Iraola, ubicado en Hudson.